# NGC 7540
NGC 7540 é uma galáxia elíptica na direção da constelação de Pegasus. O objeto foi descoberto pelo astrônomo Albert Marth em 1864, usando um telescópio refletor com abertura de 48 polegadas. Devido a sua moderada magnitude aparente (+14,7), é visível apenas com telescópios amadores ou com equipamentos superiores.